# André Loddi
André Gama Loddi (São Paulo, 29 de julho de 1991), é um ator e músico brasileiro.

## Biografia e carreira
André Gama Loddi nasceu em 29 de julho de 1991. Dentro de uma família de exatas (pai  empresário, mãe matemática e irmão engenheiro) despertou seu interesse pela arte muito cedo. Iniciou seus estudos de música aos seis anos de idade na escola de música EPAM, tendo contato com diversos instrumentos musicas como violão, piano e canto. No ensino médio, através das atividades extra curriculares do Colégio Salesiano, André despertou seus interesses pelo teatro musical. Teve seu primeiro contato com o teatro profissional no Centro de Pesquisa Teatral - CPT  ministrado pelo renomado diretor Antunes Filho. Aperfeiçoou-se nos musicas através da escola de Artes Operaria, participando de diversas montagens como Sweeney Todd, Godspell e The Last 5 years. Aos 17, ele estreava em O Despertar da Primavera (2009), da dupla Charles Möeller e Claudio Botelho, com quem fez ainda mais cinco  espetáculos: Um Violonista no Telhado (2011), Como Vencer na Vida Sem Fazer Força (2013), Todos os Musicais de Chico Buarque em 90 Minutos (2014), “Beatles num Céu de Diamantes” e “Cinderella” (2018).
E foi graças às suas elogiadas atuações nos palcos que em 2015, foi chamado para estrear na televisão, na novela I Love Paraisópolis, na Rede Globo, na pele do atrapalhado e mulherengo Raul, que se dividia entre as fogosas Claudete (Mariana Xavier), Mirela (Luana Martau) e Omara (Priscila Marinho). No ano seguinte esteve presente no musical Wicked, no Teatro Renault em São Paulo, fazendo o papel de alternante do personagem Fiyero, mas abandonou o espetáculo no começo de junho do mesmo ano, e retornou as palcos em setembro para adaptação musical no Brasil de Ghost, no Teatro Bradesco, onde protagonizou a peça ao lado de Giulia Nadruz, interpretando o fantasma vivido no cinema por Patrick Swayze.
Em 2018, ao lado do ator e produtor Leandro Luna, idealizou o musical Pacto - a historia de Leopold e Loeb, com direção de Zé Henrique de Paula.

## Carreira

### Teatro
| Ano  | Título                                           | Papel                                  | Direção                           | Produtora               |
| ---- | ------------------------------------------------ | -------------------------------------- | --------------------------------- | ----------------------- |
| 2009 | O Despertar da Primavera                         | Georg                                  | Charles Möeller e Cláudio Botelho | Aventura Entretenimento |
| 2011 | Um Violinista no Telhado                         | Motel o alfaiate                       | Charles Möeller e Cláudio Botelho | Aventura Entretenimento |
| 2012 | Beatles num céu de diamantes                     | Cantor                                 | Charles Möeller e Cláudio Botelho | Aventura Entretenimento |
| 2013 | How to Succeed in Business Without Really Trying | Bud Frump                              | Charles Möeller e Cláudio Botelho | GEO eventos             |
| 2014 | Todos os Musicais de Chico Buarque em 90 Minutos | Cantor                                 | Charles Möeller e Cláudio Botelho | Moeller&Botelho         |
| 2016 | Wicked                                           | Fiyero                                 | Lisa Logullo                      | Time For Fun            |
| 2016 | Ghost (musical)                                  | Sam Wheat                              | José Possi Neto                   | 4 act                   |
| 2017 | O Homem de La Mancha                             | Sansão Carrasco e cover de Dom Quixote | Miguel Falabella                  | Atelier de Cultura      |
| 2018 | Cinderella                                       | Príncipe Topher                        | Charles Möeller e Claudio Botelho | Touché Entretenimento   |
| 2018 | Pacto                                            | Richard Loeb                           | Zé Henrique de Paula              | Nectar Cultural         |
| 2021 | Cinderella                                       | Príncipe Topher                        | Charles Möeller e Claudio Botelho | Touché Entretenimento   |

### Televisão
| Ano  | Título                    | Papel            | Notas | Ref         |
| ---- | ------------------------- | ---------------- | ----- | ----------- |
| 2015 | I Love Paraisópolis       | Raul (Palitó)    |       | [ 8 ] [ 9 ] |
| 2017 | A Vida Secreta dos Casais | Felipe           |       |             |
| 2020 | Hebe                      | Ivon Cury        |       |             |
| 2022 | Todas as Flores           | Olavo Kreusinger |       |             |

## Prêmios e indicações
| Ano  | Prêmio                    | Categoria               | Trabalho                                         | Resultado | Ref    |
| ---- | ------------------------- | ----------------------- | ------------------------------------------------ | --------- | ------ |
| 2013 | Prêmio Cesgranrio         | Melhor ator coadjuvante | How to Succeed in Business Without Really Trying | Indicado  |        |
| 2014 | Prêmio APTR               | Melhor ator coadjuvante | How to Succeed in Business Without Really Trying | Indicado  |        |
| 2015 | Prêmio Extra de Televisão | Revelação Masculina     | I Love Paraisópolis                              | Indicado  | [ 10 ] |